# Hits voor zomaar een zomeravond
Hits voor zomaar een zomeravond is een muziekalbum uit 1972 van verschillende artiesten. Er staan een aantal hits op, waaronder Hello-a en how do you do van Mouth & MacNeal die de toppositie van de Top 40 bereikten.
De overeenkomst is dat alle liedjes geproduceerd en (gedeeltelijk) geschreven werden door Hans van Hemert en gearrangeerd werden door Harry van Hoof. De vertolkingen zijn van de oorspronkelijke artiesten.
Het album stond zes weken in de Album Top 10, met nummer 4 als hoogste notering.

## Nummers
| #  | artiesten       | lied                      | schrijver                           | tijd |
| -- | --------------- | ------------------------- | ----------------------------------- | ---- |
| A1 | Mouth & MacNeal | Hello-a                   | Hans van Hemert                     | 4:00 |
| A2 | Sandra & Andres | Als het om de liefde gaat | Hans van Hemert en Dries Holten     | 2:56 |
| A3 | Cardinal Point  | Mama, papa                | Hans van Hemert en Fernando Arbex   | 3:25 |
| A4 | Marty           | Marjolein                 | Hans van Hemert                     | 3:14 |
| A5 | Mouth & MacNeal | How do you do             | Hans van Hemert en Harry van Hoof   | 4:04 |
| A6 | Studio-orkest   | Love In Copenhagen        | Hans van Hemert                     | 2:02 |
| B1 | Sandra & Andres | Those words               | Hans van Hemert en Dries Holten     | 3:30 |
| B2 | Willeke Alberti | Madammeke                 | Hans van Hemert en Willy van Hemert | 2:16 |
| B3 | Marty           | Trompet polka             | Hans van Hemert                     | 2:42 |
| B4 | Group 1850      | Mother no-head            | Hans van Hemert en Peter Sjardin    | 3:26 |
| B5 | Sandra & Andres | Love is all around        | Hans van Hemert en Dries Holten     | 3:14 |
| B6 | Honeypie        | I believe in love         | Hans van Hemert en Dries Holten     | 3:47 |